# Como dos extraños
Como dos extraños es un tango cuya letra pertenece a José María Contursi en tanto que la música es de Pedro Láurenz, que fue grabado por este el 28 de junio de 1940 con la voz de Juan Carlos Casas. El protagonista encuentra a la mujer de la que se había alejado y sufre una desilusión.

## Los autores
José María Contursi, (Lanús, provincia de Buenos Aires, Argentina, 31 de octubre de 1911 – Capilla del Monte, provincia de Córdoba, Argentina, 11 de mayo de 1972) fue un letrista autor de una gran cantidad de letras de tango entre las que se destacan En esta tarde gris y Gricel. Fue locutor de radio, crítico cinematográfico en distintos diarios, funcionario público y secretario de SADAIC. La melancolía y la desesperación amorosa son los tópicos más recurrentes en sus letras.
Pedro Láurenz  (Buenos Aires, Argentina, 10 de octubre de 1902 - ídem, 7 de julio de 1972) fue un destacado bandoneonista, director y compositor argentino de tango. Compuso entre otros, los tangos: Amurado,  Berretín, Mala junta, Milonga de mis amores, Mal de amores y Risa loca. Creó una escuela de interpretación bandoneonistica nacida de su inconfundible temperamento de artista que se perfiló desde el comienzo como una forma de ejecución vibrante, de enorme tensión emocional. La brillantez del sonido, la fuerza de ataque, fueron otros dos rasgos de primer orden en su ejecución.

## Historia
El Marabú fue un cabaré que funcionó en la ciudad de Buenos Aires, Argentina, en un subsuelo de un edificio estilo palacio italiano ubicado en Maipú 359 a metros de la Avenida Corrientes, entre 1935 y fines de la década del 1980. Fue creado por iniciativa del inmigrante español  Jorge Sales 
 y llegó a ser un cabaré tradicional de la noche porteña donde actuaron muchos de los grandes exponentes del tango. 
Una bellísima cordobesa recién llegada a Buenos Aires que se incorporó como alternadora –o copera- en el cabaré comenzó una relación con un mozo, que era de su misma provincia. La amistad derivó en romance y finalmente se fueron a vivir juntos. Una noche cuando el local estaba en plena actividad apareció un hombre, le dio cachetadas a la joven y trató de llevársela por la fuerza. Cuando los presentes lo sujetaron y estaban por golpearlo, explicó que era su marido exhibiendo la libreta de matrimonio y se la llevó. Como pasados dos años el mozo enamorado no se consolaba, viajó a buscarla y la encontró detrás de un mostrador de almacén en un suburbio de la ciudad de Córdoba, Totalmente desarreglada,  apagada, como si hubieran pasado muchos años desde que la había visto. Era otra, no la que recordaba y buscaba, por lo que volvió al Marabú, peor que cuando había salido. El poeta José María Contursi convirtió la historia en la letra del tango Como dos extraños y Pedro Láurenz le puso música.

## Grabaciones
Entre las muchas grabaciones de este tango pueden citarse:
- Orquesta Pedro Laurenz con el cantor Juan Carlos Casas /del 28 de junio de 1940 para RCA Victor. Laurenz lo volvió a registrar, esta vez como instrumental, en 1966 para Microfon.
- Orquesta José Basso con la voz de Floreal Ruiz del 28 de noviembre de 1961 para la discográfica Odeon.
- Orquesta Domingo Moles con la voz de Aníbal Jaule en 1985.
- Adriana Varela acompañada por el conjunto dirigido por Esteban Morgado en 1991 para Melopea Tangos. Lo volvió a registrar en 1994 acompañada por la voz de Litto Nebbia y el Septeto Argentino para el mismo sello.
- Mercedes Sosa lo interpreta en su disco "Gestos De Amor" en 1994, con la compañía de Rodolfo Mederos y Héctor Console. Si bien la artista no era conocida por cantar tangos, comenzó a incorporarlos a su repertorio desde 1981.
- Luis Cardei acompañado por Antonio Pisano en 1994 en el Club del vino.
- Araceli Schalum  en  Dúo Tango Dos, grabado en 2001 en Madrid.
- Pedro Aznar, en su disco Cuerpo Y Alma.
- Andrés Calamaro, en su disco Tinta roja.